# جامعة ترنوبل الطبية الحكومية
جامعة ترنوبل الطبية الحكومية (بالأوكرانية: Тернопільський державний медичний університет імені І. Я. Горбачевського) هي جامعة متخصصة في الطب تقع في مدينة ترنوبل. تأسست عام 1957. وخرّجت في دورتها الأولى 203 طبيباً في يونيو 1961.
غُيِّر اسم المعهد بقرار من مجلس وزراء أوكرانيا صدر في 1 يوليو 1992، فأصبح اسمه معهد إيفان ياكوفليفيتش كورباجليسكهو. كما صدر قرار آخر من مجلس الوزراء في 30 يناير 1997 تغيّر الاسم إلى معهد أوكرانيا الأكاديمي الطبي. وأخيراً أصدر مجلس وزراء أوكرانيا قراراً في 17 نوفمبر 2004 بتحويل المعد إلى جامعة ترنوبل الطبية الحكومية.

## هيكلية الجامعة

### الأقسام
- كلية الطب
- الصيدلة (الصيدلة، والصيدلة السريرية وإنتاج العطور ومستحضرات التجميل والتكنولوجيا)؛
- كلية طب الأسنان.
- قسم الطلاب الأجانب.
- الدراسات العليا.

### المؤسسات التربوية والعلمية
- الصرف.
- مشاكل الطبية الحيوية.
- الصيدلة، صحة والكيمياء الحيوية الطبية.
- نمذجة وتحليل العمليات المرضية.
- التمريض (تمريض - البكالوريوس، مختبر التشخيص - البكالوريوس، التمريض - أخصائي مشارك).

تحتوي الجامعة أكثر من 40 إدارة. ويمارس الطلاب تدريبهم في مستشفى جامعة ترنوبل.

## الأطر
48الإدارات 87 الأطباء وأساتذة الجامعات و 348 مرشحا للعلوم، في تي. الفصل. 3 المقابلة أعضاء هيئة علماء المسلمين في أوكرانيا، 9 تكريم للعلوم والتكنولوجيا (2)، جائزة الدولة شرف التعليم 2 من أوكرانيا في العلوم والتكنولوجيا 3 المخترعين الكرام، 3 تكريم طبيب من أوكرانيا.

## العمداء

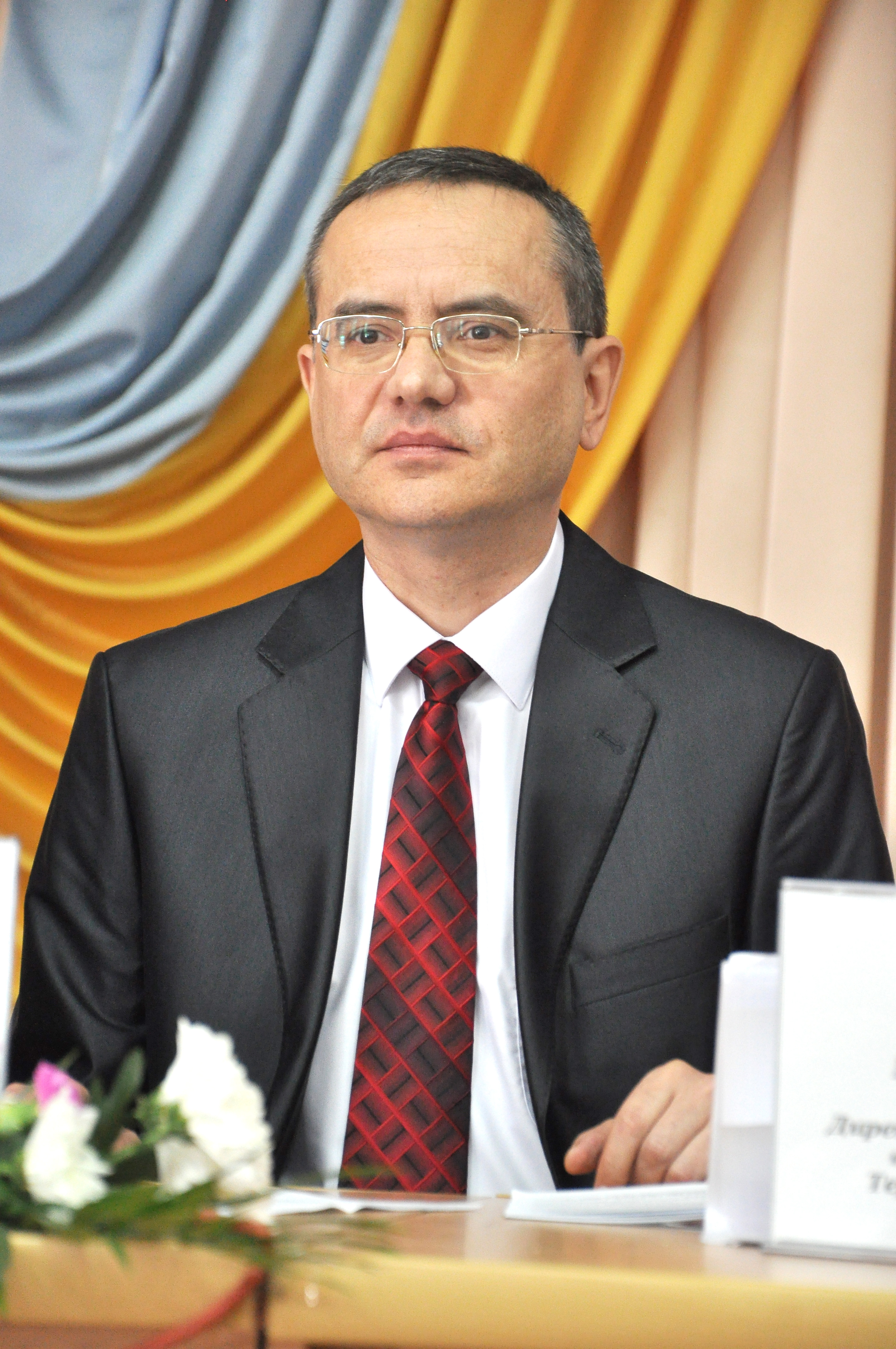
عميد الجامعة ميخائيل كوردا.

- بيترو أوهي 1957-1972
- هيتمان ايفان - 1972-1981
- إيفان سميان 1981-1997
- ليونيد كوفالتشوك - 1997-2014
- ميخائيل كوردا 2015

## الإدارة
- ميخائيل كوردا - رئيس الجامعة
- ألكسندر كوفالتشوك - رئيس الجامعة الأولى في العمل العلمي والتربوي
- أركادي شيلوهاي - رئيس الجامعة على العمل العلمي والتربوي
- إيفان كليش – نائب رئيس الجامعة
- ستيفان زابوروشان – نائب رئيس الجامعة للعمل العلمي والتعليمي والطبي
- أوليخ سلابي - نائب رئيس الجامعة لشؤون العمل العلمي والتربوي والاجتماعي
- أوكسانا بويارتشوك - عميد كلية الطب
- ديمتري كوروبكو - عميد كلية الصيدلة
- سفتلانا بويتسنووك – عميد كلية الاسنان
- بيترو سيلسكي - عميد الطلاب الأجانب
- رومان سفيستون - مدير معهد الدراسات العليا
- سفتلانا ياترمسكا - مدير معهد التمريض

## تدريب الطلاب الأجانب
التحق بالجامعة أكثر من 3500 طالب، من بينهم أكثر من 1500 طالب أجنبي من 53 بلدا. التدريس للطلاب الأجانب يكون باللغة الإنجليزية.

## خريجو الجامعة
خرّجت الجامعة لغاية الآن حوالي 25000 متخصصاً من كلية التربية للدراسات العليا؛ دُرِّب حوالي 40,000 من المهنيين العاملين في جميع مناطق أوكرانيا وخارجها. وأصبح أكثر من 600 من خريجي المرشحين للعلوم الطبية، وأكثر من 100 - دكتوراه، أستاذ.

## التصنيف
حسب تقييم جميع الأنشطة ونظام اختبار الدولة الجامعي "كروك"، تحتل الجامعة مكان الصدارة بين مؤسسات التعليم العالي في أوكرانيا.